# ビハインド・ブルー・アイズ
『ビハインド・ブルー・アイズ』（Behind Blue Eyes）は、イギリスのロックバンド、ザ・フーの楽曲。1971年のアルバム『フーズ・ネクスト』収録。アメリカ他数か国でシングルカットされ、アメリカでは34位を記録。

## 解説
アコースティックギターによるマイナーコードのアルペジオから始まり、第2バースまで悲しげな雰囲気が続いた後、突如ハードロックになだれ込み、最後は冒頭のテーマを繰り返して終わるという、静と動の対比が特徴的な曲である。タウンゼントがこの曲を書いたのは、1970年6月9日、『トミー』・ツアー真っただ中の、コロラド州デンバー、マンモス・ガーデンズでのコンサート後だった。タウンゼントはこの時、ファンの女性から言い寄られていたが、彼が崇拝するメヘル・バーバーの教義を思い出し、誘惑を断ち切り、一人ホテルに戻ってこの曲を書いた。
この曲は、『フーズ・ネクスト』収録の他の楽曲同様、ロックオペラ『ライフハウス』を構成する曲の一つで、オペラでは悪役として登場するブリックという男の視点から歌われたものである。タウンゼントは当初、オペラの主人公、ボビーの宿敵であるジャンボが、自身の過ちを悔悛する様子の歌だとしていたが、後にボビーの弟子で、彼を裏切るブリックの歌だと主張を変えた。曲は1971年3月、ニューヨークのレコード・プラント・スタジオで録音された後（この時のバージョンでは、アル・クーパーがオルガンで参加した）、同年5月から6月にかけ、ロンドン、バーンズのオリンピック・スタジオで行われたセッションの中で録音された。なお、この曲のレコーディング当日、ロジャー・ダルトリーが愛犬を事故で失う悲劇に苛まれていたが、必死に正気を保ってレコーディングに臨んだという。
「ビハインド・ブルー・アイズ」は当初、「無法の世界」に続くアルバムからのシングル第2弾としてリリースされる予定だったが、タウンゼントが「この曲の感受性がファンの期待するザ・フー像からあまりにもかけ離れている」として、イギリスでのシングル化は実現しなかった。ダルトリーは、ザ・フーで最も好きな作品として、この曲を挙げている。

## バージョン違い
タウンゼントがアコースティックギター1本で弾き語りしたデモ・バージョンが、彼のソロ・コンピレーションアルバム『スクープ』（1983年）に収録されている。1995年にリリースされた『フーズ・ネクスト』リミックス/リマスターCDには、上記のレコード・プラントで録音されたバージョンが収録された。また、『スクープ』に収録されたデモに、オーケストラの伴奏をフィーチャーした新バージョンが、『The Lifehouse Chronicles』（2000年）に収録された。ザ・フーのコンサートでも頻繁に披露されており、『フーズ・ラスト』（1984年）や『ジョイン・トゥゲザー』（1989年）等、複数のライヴ作品に収録されている。

## ヒットチャート

### 週間チャート
| 週間チャート (1971–1972年)    | 最高位 |
| ----------------------------- | ------ |
| カナダ (RPM)                  | 23     |
| オランダ (Dutch Top 40)       | 34     |
| アメリカ (Billboard Hot 100)  | 34     |
| アメリカ (キャッシュボックス) | 24     |

| 週間チャート (2012年) | 最高位 |
| --------------------- | ------ |
| フランス (SNEP)       | 147    |

### ゴールドディスク
| 国/地域                          | 認定   | 認定/売上数 |
| -------------------------------- | ------ | ----------- |
| イギリス (BPI)                   | Silver | 200,000     |
| 認定のみに基づく売上数と再生回数 |        |             |

## カバー
- リンプ・ビズキット - 2003年のアルバム『リゾルツ・メイ・ヴァリー』収録。シングルとしてもリリースされ、アメリカでは71位[11]と振るわなかったが、チェコ[12]とスウェーデンでは1位、ドイツ、デンマーク、ノルウェーでは2位を記録するなど[13]、欧州各国で大ヒットを記録した。